# Ganjigunte, Mulbagal
Ganjigunte là một làng thuộc tehsil Mulbagal, huyện Kolar, bang Karnataka, Ấn Độ.